# Papenkov
Papenkov - Папенков (rus) - és un khútor de la República d'Adiguèsia, a Rússia. Es troba a 6 km al sud de Krasnogvardéiskoie i a 66 km al nord-oest de Maikop, la capital de la república.
Pertany al municipi de Béloie.